# U 663 (Kriegsmarine)
De U 663 was een U-boot van het type VIIC van de Duitse Kriegsmarine tijdens de Tweede Wereldoorlog. 
De U 663 stond onder bevel van korvetkapitein Heinrich Schmid. 

## Ondergang
De U 663 zonk op 8 mei 1943 in de Golf van Biskaje, ten westen van Brest, Frankrijk, in positie 46° 50′ 0″ NB, 10° 0′ 0″ WL door dieptebommen van een Australisch Short Sunderland-watervliegtuig van RAAF Squadron 10/W gedurende een aanval op 7 mei. 
De U-bootcommandant rapporteerde na de aanval dat de boot beschadigd was, maar hij leek niet van plan terug te keren. Alle 49 bemanningsleden kwamen om.

## Voorafgaand geregistreerd feit
(Laatste herziening door Axel Niestlé gedurende november 1989). De aanval door een Brits Handley Page Halifax-vliegtuig (RAF 58/5) op 7 mei 1943, in positie 46° 33′ 0″ NB, 11° 12′ 0″ WL was eigenlijk gericht tegen de U 214, die licht beschadigd werd.